# Чемпіонат УРСР із шахів 1983 (жінки)
43-й чемпіонат України із шахів серед жінок, що проходив у Житомирі з 5 по 14 травня 1983 року.

## Загальна інформація
Головний суддя турніру — В.Казакевич (республіканська категорія, Херсон). Турнір проходив за швейцарською системою у 9 турів за участі 34 шахісток.
У чемпіонаті не брали участь декілька провідних шахісток України, це дозволило зазирнути ніби до другого ешелону жіночих шахів в Україні.
Турнір проходив у запеклій боротьбі. Лише в останню годину заключного туру вирішилося питання про призерів.
Перед останнім туром попереду йшли киянки В Артамонова та Л. Жильцова (Лисенко) — по 6½ очка з 8. На ½ очка відставала І. Сон, М. Нижегородова та М. Корнієць мали по 5½ очка. Доля чемпіонського титулу вирішувалася в партіях Нижегородова — Жильцова (1-0), Зеніна — Артамонова (0-1), Соколкіна — Сон (0-1).
Подолавши в останньому турі Н. Зеніну (Запоріжжя), чемпіонкою України стала 23-річна студентка п'ятого курсу факультету кібернетики Київського університету кандидат у майстри спорту Вікторія Артамонова. Вона зуміла випередити двох майстрів. На другому місці — студентка Львівського інституту фізкультури Ірина Сон (Львів), третьою (за коефіцієнтом) стала киянка Любов Жильцова.
Привернула увагу своєю грою 13-річна Люба Боруля, вихованка ДЮСШ-3 Києва (тренер — Я.Лойпенфельд), яка отримала право на присвоєння звання кандидата у майстри.
Із 153 зіграних на турнірі партій — 108 закінчилися перемогою однієї зі сторін (70,6 %), внічию завершилися 45 партій.

## Підсумкова таблиця
| Місце  | Шахістка               | Місто            | Звання (розряд) |  | + | = | − | Очки | Дод1 |
| ------ | ---------------------- | ---------------- | --------------- |  | - | - | - | ---- | ---- |
| Gold   | Вікторія Артамонова    | Київ             | кмс             |  | 7 | 1 | 1 | 7½   |      |
| Silver | Ірина Сон              | Львів            | мс              |  | 7 | 0 | 2 | 7    |      |
| Bronze | Любов Жильцова-Лисенко | Київ             | мс              |  | 5 | 3 | 1 | 6½   | 50,0 |
| 4      | Марина Нижегородова    | Житомир          | кмс             |  | 6 | 1 | 2 | 6½   | 46,5 |
| 5      | Марина Корнієць        | Чернівці         | кмс             |  | 4 | 4 | 1 | 6    | 48,0 |
| 6      | Ірина Березіна         | Київ             | кмс             |  | 5 | 2 | 2 | 6    | 39,5 |
| 7      | Раїса Фрумкіна         | Одеса            | кмс             |  | 4 | 3 | 2 | 5½   | 42,5 |
| 8      | А. Меламед             | Краматорськ      | кмс             |  | 4 | 3 | 2 | 5½   | 33,5 |
| 9—13   | Любов Боруля           | Київ             | 1               |  | 4 | 2 | 3 | 5    |      |
| 9—13   | Світлана Гроссман      | Ялта             | 1               |  | 4 | 2 | 3 | 5    |      |
| 9—13   | Н. Зеніна              | Запоріжжя        | 1               |  | 3 | 4 | 2 | 5    |      |
| 9—13   | Ольга Іванова          | Харків           | кмс             |  | 3 | 4 | 2 | 5    |      |
| 9—13   | В. Соколкіна           | Дніпропетровськ  | 1               |  | 5 | 0 | 4 | 5    |      |
| 14—20  | О. Богданова           | Сімферополь      | 1               |  | 3 | 3 | 3 | 4½   |      |
| 14—20  | Катерина Боруля        | Київ             | 1               |  | 3 | 3 | 3 | 4½   |      |
| 14—20  | Л. Каліховська         | Одеса            | кмс             |  | 2 | 5 | 2 | 4½   |      |
| 14—20  | А. Малишева            | Бровари          | 1               |  | 4 | 1 | 4 | 4½   |      |
| 14—20  | Юлія Морозова          | Житомир          | 1               |  | 3 | 3 | 3 | 4½   |      |
| 14—20  | Світлана Петрова       | Харків           | кмс             |  | 3 | 3 | 3 | 4½   |      |
| 14—20  | Тетяна Ястребова       | Одеса            | кмс             |  | 1 | 7 | 1 | 4½   |      |
| 21—25  | Анжела Борсук          | Херсон           | 1               |  | 2 | 4 | 3 | 4    |      |
| 21—25  | Ірина Гавриш           | Харків           | кмс             |  | 2 | 4 | 3 | 4    |      |
| 21—25  | О (?). Мамочкіна       | Ворошиловград    | 1               |  | 3 | 2 | 4 | 4    |      |
| 21—25  | Тетяна Тьомкіна        | Київ             | кмс             |  | 2 | 4 | 3 | 4    |      |
| 21—25  | Юлія Хасмінська        | Київ             | кмс             |  | 2 | 4 | 3 | 4    |      |
| 26—30  | Л. Залевська           | Кіровоград       | 1               |  | 3 | 1 | 5 | 3½   |      |
| 26—30  | О (?). Корсунська      | Житомир          | кмс             |  | 2 | 3 | 4 | 3½   |      |
| 26—30  | Т. Кравченко           | Івано-Франківськ | 1               |  | 2 | 3 | 4 | 3½   |      |
| 26—30  | Л. Кулігіна            | Черкаси          | 1               |  | 3 | 1 | 5 | 3½   |      |
| 26—30  | Олена Сергєєва         | Житомир          | 1               |  | 3 | 1 | 5 | 3½   |      |
| 31     | С. Юхимович            | Житомир          | 1               |  | 1 | 4 | 4 | 3    |      |
| 32—33  | О. Найда               | Полтава          | 1               |  | 1 | 3 | 5 | 2½   |      |
| 32—33  | Л. Проніна             | Дніпропетровськ  | 1               |  | 2 | 1 | 6 | 2½   |      |
| 34     | Є (?). Макеєва         | Рівне            | 1               |  | 0 | 1 | 8 | ½    |      |